# V556 Serpentis
Désignations
V556 Serpentis (en abrégé V556 Ser), aussi connue comme Nova Serpentis 2013 et PNV J18090346-1112345, est une nova intervenue en 2013 dans la constellation du Serpent.